# 先駆性理論
先駆性理論（せんくせいりろん）または先駆性論（せんくせいろん）とは、日本の新左翼の政治思想の一つ。「層学論」（層としての学生運動論）と並ぶ日本の代表的な学生運動理論である。

## 概要
従来の共産主義理論において、学生は資本家階級と労働者階級の間に位置する中産階級、いわゆる「プチブル」とされ、革命の主体にはなりえないとされてきた。しかしマルクーゼの理論の影響を受け、新左翼は新たに「先駆性理論」を掲げるようになった。
学生はプロレタリアートに比べて身軽な存在であるため、他に先駆けて「敵の策謀」を見抜き、警鐘を鳴らさなければならないというものである。つまり「学生運動」は革命の方向性を決定付ける、重要な革命運動に他ならないとされる。
1960年代後半から1970年代にかけてゲリラ活動を活発化させた京浜安保共闘は「大衆の目を覚まさせる先駆性理論」を掲げ、在日アメリカ軍基地への攻撃（1969年）や上赤塚交番襲撃事件（1970年）、真岡銃砲店襲撃事件（1971年）などを引き起こした。